# Чемпионская игра НФЛ 1967
Чемпионская игра НФЛ 1967 года — 35-я чемпионская игра НФЛ, которая была сыграна 31 декабря в Ламбо Филд в городе Грин -Бей, штат Висконсин . 
Это определило чемпиона НФЛ, который встретился с чемпионом AFL в Супербоуле II, который тогда официально назывался вторым Матчем чемпионата мира AFL – NFL.
Даллас Ковбойс (9-5), чемпионы Восточной конференции, отправился на север, чтобы встретить западного чемпиона Грин-Бэй Пэкерс (9-4-1). Это был матч-реванш чемпионской игры прошлого года. Том Лэндри был тренером Ковбойс и Винс Ломбарди был тренером Пэкерс.
Из-за неблагоприятных условий, в которых проходила игра, соперничества между двумя командами и драматической кульминации , игра была увековечена как Ice Bowl (рус. Ледяной Боул) и считается одной из величайших игр в истории НФЛ.

## Перед игрой

### Путь к Чемпионской игре
В 1967 году НФЛ добавила 16-ю команду и распределила по четырем дивизионам. Будущий главный тренер Зала славы Том Лэндри из Далласа привел свою команду к первому месту в Дивизионе с результатом 9–5. Грин Бэй Пэкерс и будущий главный тренер Зала славы Винс Ломбарди выиграли Дивизион со счетом 9–4–1.

#### Плей-офф
В плей-офф Даллас обыграл Кливленд Браунс, а Грин-Бэй обыграл Лос-Анджелес Рэмс.

## Погода

### До матча
В субботу, накануне игры, комиссар НФЛ Пит Розелл позвонил Джиму Кенсилу и Дону Вайссу, исполнительным директорам НФЛ,  чтобы узнать последнюю информацию о погодных условиях. Предполагается, что они сообщили ему, что в воскресенье игровая температура около 5° что было приемлемо. Розелл спросил, можно ли отложить игру до понедельника. По прогнозам, в понедельник будет еще холоднее, чем в воскресенье, и игра не откладывалась. Они не подозревали, что холодный фронт будет намного холоднее и наступит гораздо раньше, чем ожидалось.
Пэкерс, которые десятилетиями старались избегать домашних игр в конце сезона из-за холодной погоды, будут принимать Ковбойс в день, который станет самой холодной новогодней ночью в истории Грин-Бея  и это была самая холодная игра в истории НФЛ, "рекорд" который, всё еще стоит.

### В день матча
Игра стала известна как Ice Bowl (рус. Ледяной Боул) из-за очень холодных погодных условий. Температура во время игры на Ламбо Филд составляла около -15 ° F (-26 ° C), со средним холодным ветром около -48 ° F (-44 ° C).

### Во время матча
Один из фанатов умер из-за облучения во время игры и несколько человек были доставлены в больницу.
Судьи не смогли использовать свои свистки после начального начального удара. Когда рефери Норм Шахтер использовал свой металлический свисток, сигнализируя о начале игры, он застыл у его губ. Когда он попытался высвободить свисток со своих губ, кожа сорвалась, и его губы начали кровоточить. Условия были настолько враждебными, что кровь не образовывала корку, а просто прилипала к его губе. На протяжении остальной части игры судьи использовали голосовые команды чтобы судить игру.
Ничто не защищало от холода; в какой-то момент во время игры комментатор CBS Фрэнк Гиффорд сказал: «Я собираюсь откусить свой кофе», поскольку он тоже застыл в кружке.

## "Ледяной Боул"

### Первая половина
Пэкерс повели 14:0 после двух передач приземления от Барта Старра на своих первых трех владениях в игре. Даллас сделал тачдаун после подбора фамбла и несмотря на то, что они получили всего два первых дауна, они смогли забить Филд-гол в конце половины, сократив преимущество Пэкерс до 14:10.

### Вторая половина
Ковбойс начали вторую половину, но не набрали очки. Но на первой игре четвертой четверти они сделали длинный тачдаун и повели 17:14. Грин-Бэй забил тачдаун на своем последнем владении мячом, восстановив лидерство, 21:17 в финале игры. За оставшиеся 13 секунд Даллас не смог набрать очки и Грин-Бэй отправился в Супербоул II.

### Итог матча
|                                                                           | 1 | 2  | 3 | 4 | Финал |
| ------------------------------------------------------------------------- | - | -- | - | - | ----- |
| Даллас Ковбойс                                                            | 0 | 10 | 0 | 7 | 17    |
| Грин-Бэй Пэкерс                                                           | 7 | 7  | 0 | 7 | 21    |
| 31 Декабря 1967 ; Грин-Бэй, Висконсин                                     |   |    |   |   |       |
| MVP : Барт Старр; рефери : Норм Шахтер Погода: ледяной ветер, -15℉ (-26℃) |   |    |   |   |       |